# Alan Richardson
Alan Richardson (* 29. Februar 1904 in Edinburgh; † 29. November 1978 in London) war ein schottischer Pianist und Komponist.
Richardson arbeitete einige Zeit als Pianist für die BBC in Edinburgh, bevor er 1929–30 an der Royal Academy of Music in London bei Harold Craxton studierte. 1931 unternahm er eine Konzertreise durch Australien und Neuseeland. Von 1936 bis 1939 war er Klavierbegleiter von Carl Flesch, danach wirkte er bis zu seinem Tod als Klavierprofessor an der Royal Academy.
Angeregt durch seine Ehe mit der Oboistin Janet Craxton, einer Tochter seines Lehrers Harold Craxton, komponierte Richardson zahlreiche Stücke für die Oboe, außerdem Klavierwerke, Sonaten für Fagott und Viola und eine Sonatine für Flöte.